# Jane Brotherton Walker
Pour les articles homonymes, voir Brotherton (homonymie) et Walker.
Jane Brotherton Walker (31 janvier 1925 – 3 avril 2009) est une taxonomiste, entomologiste et parasitologiste britannico-kényane. Elle est l'une des principaux experts du XXe siècle, dans le domaine de la taxonomie de la tique, en particulier en Afrique.

## Carrière
Née le 31 janvier 1925 à Nairobi, au Kenya, Walker a grandi dans une ferme et elle est scolarisée à la maison par sa mère au cours de ses années d'école primaire. Elle a terminé ses études secondaires en Angleterre, où elle est diplômée de la Retford High School for Girls (en) en 1944. Pendant son séjour en Angleterre, elle a contracté la poliomyélite, dont les séquelles auront progressivement un effet sur sa capacité à marcher, en particulier durant ses dernières années. Elle obtient son Baccalauréat universitaire en sciences (avec distinction) en 1948 et sa Maîtrise universitaire ès sciences en 1959, tous les deux à l'Université de Liverpool. En 1983, elle reçoit un Doctorat en sciences (Hon.) de l'Université du Witwatersrand à Johannesburg.
Le Dr Walker a d'abord été employée en 1949 à la Direction de la Recherche du Service Civil à l'étranger de Sa Majesté, en tant que responsable de la Recherche au sein de l'Organisation de Recherche Vétérinaire d'Afrique de l'Est à Muguga, au Kenya, où elle a été promue jusqu'à obtenir un poste à l'Institut de Recherche Vétérinaire d'Onderstepoort, en 1966, à l'occasion de la retraite du Dr Gertrud Theiler. Elle a passé le reste de sa vie active à l'Institut, gravissant les échelons vers le statut de chercheur vétérinaire en chef, et servant en tant que spécialiste scientifique jusqu'à ce que des problèmes de santé l'obligent à la retraite en 1990. Après sa retraite officielle, elle a continué à travailler à Onderstepoort jusqu'en 1998. Elle a été l'un des principaux experts sur les tiques, du genre Rhipicephalus et Amblyomma d'Afrique et a siégé en tant que membre du Comité de Rédaction du Onderstepoort Journal of Veterinary Research de 1969 à 2000. Au cours de sa carrière active, Walker est l'auteure ou co-auteure de 53 publications scientifiques et de cinq livres, et décrit 18 nouvelles espèces de tiques.
Elle est décédée à son domicile de Pretoria, le matin du vendredi 3 avril 2009, laissant un vaste héritage dans ses travaux publiés, et dans la formation et la sagesse qu'elle a transmises à d'autres personnes, dont d'éminents chercheurs comme le Dr Gertrud Theiler et le Dr Harry Hoogstraal (en).

## Prix et honneurs
En plus du doctorat en sciences honoraire que l'Université du Witwatersrand lui a décerné en 1983, le Dr Walker a été reconnue par ses pairs, avec trois des plus prestigieuses récompenses dans le domaine de la biologie en Afrique du Sud : en 1988 la Médaille honoraire de la Société Parasitologique d'Afrique du Sud pour services exceptionnels rendus à la Parasitologie en Afrique ; le prix de la Femme de l'Année 1998 en sciences et technologie agricoles ; et le Theiler Memorial Trust Award en 1998 pour services exceptionnels rendus à la Science Vétérinaire en Afrique.
La tique de type Argasidae Argas walkera de Kaiser et Hoogstraal, en 1969, « Walker's South African fowl argasid » a été nommée en son honneur.

## Publications
- Notes on the ticks of Botswana, 1978.
- The genus Rhipicrphalus (Acari, Ixodidae), 1999.
- The Ixodid ticks of Kenya : a review of present knowledge of their hosts and distribution
- The ixodid ticks of Tanzania: a study of the zoogeography of the Ixodidae of an East African country
- Ticks, mites and insects infesting domestic animals in South Africa.